# Cornucalanus notabilis
Cornucalanus notabilis är en kräftdjursart som beskrevs av Brodsky och L.V. Zvereva 1976. Cornucalanus notabilis ingår i släktet Cornucalanus och familjen Phaennidae. Inga underarter finns listade i Catalogue of Life.